# Geher-Länderkampf der Männer 1972 BR Deutschland – Großbritannien
| 1. Leichtathletik-Länderkampf mit bundesdeutscher Beteiligung 1972 | 1. Leichtathletik-Länderkampf mit bundesdeutscher Beteiligung 1972 |
| ------------------------------------------------------------------ | ------------------------------------------------------------------ |
|                                                                    |                                                                    |
| Geher-Vergleich der Männer: BR Deutschland – Großbritannien        |                                                                    |
| Austragungsort                                                     | Bremen                                                             |
| Wettbewerbe                                                        | 2                                                                  |
| Datum                                                              | 27. Mai                                                            |
| 1. FRG 2. GBR                                                      | 32 Punkte 11 Punkte                                                |
| Chronik                                                            |                                                                    |
| ← letzter LK 1971: 00SUI-FRG Geher (M)                             | FRG-HUN Werfer/00 Hochspringer (M/F) →                             |

Den ersten Vergleich des Länderkampfjahres 1972 bestritten die bundesdeutschen Geher. Am 27. Mai trafen sie in Bremen auf Großbritannien. Die erste Begegnung in einem Zweiländerkampf 1969 hatten die Briten für sich entschieden, die zweite war im Vorjahr an die Bundesrepublik Deutschland gegangen. Außerdem hatte 1968 ein Dreiländerkampf der Geher mit britischer und bundesdeutscher Beteiligung stattgefunden, den Großbritannien gewonnen hatte.

## Wettbewerb und Modus
Wie gewohnt standen zwei Wettbewerbe auf dem Programm, das Straßengehen über 20 und diesmal anstelle des Wettkampfs über 35 Kilometer wieder die damalige olympischen Distanz von 50 Kilometern. Jede Nation durfte vier Geher je Wettbewerb stellen, von denen die drei Besten gewertet wurden. Großbritannien trat in Bremen nur mit je drei Gehern an, die alle in die Wertung kamen. Die Punkte wurden folgendermaßen verteilt: 1. Platz: 7 P / 2. Pl.: 5 P / 3. Pl.: 4 P / 4. Pl.: 3 P / …

## Ergebnis
Auf beiden Distanzen dominierten die bundesdeutschen Geher den Wettbewerb maximal. Ihre gewerteten Vertreter belegten jeweils die Ränge eins bis drei und erreichten damit die Höchstzahl von 32 Punkten. Großbritannien belegte mit elf Punkten abgeschlagen den zweiten Platz.

## Besondere sportliche Leistung
Im Wettbewerb über fünfzig Kilometer stellte der bundesdeutsche Geher Bernd Kannenberg mit 3:52:44,6 h eine neue Weltbestleistung (WBL) auf. Rekorde wurden damals für die nicht auf Bahnen erzielten Zeiten wegen der unterschiedlichen Streckenbeschaffenheiten im Gehen und Straßenlauf nicht geführt.

## Legende
Kurze Übersicht zur Bedeutung der Symbolik – so üblicherweise auch in sonstigen Veröffentlichungen verwendet:
| DNF | nicht im Ziel (did not finish) |
| WBL | Weltbestleistung               |

## Resultate

### 20-km-Straßengehen
| Platz | Athlet            | Land | Zeit (h)  |
| ----- | ----------------- | ---- | --------- |
| 1     | Wilfried Wesch    | FRG  | 1:28:04,6 |
| 2     | Heinz Mayr        | FRG  | 1:29:24,8 |
| 3     | Siegfried Richter | FRG  | 1:29:34,8 |
| 4     | Roger Mills       | GBR  | 1:30:09,8 |
| 5     | Gerd Schuth       | FRG  | 1:32:00,0 |
| 6     | Bill Sutherland   | GBR  | 1:40:16,6 |
| DNF   | Peter Marlow      | GBR  | bei 16 km |

### 50-km-Straßengehen
| Platz | Athlet               | Land | Zeit (h)      |
| ----- | -------------------- | ---- | ------------- |
| 1     | Bernd Kannenberg     | FRG  | 3:52:44,6 WBL |
| 2     | Bernhard Nermerich   | FRG  | 3:59:33,60000 |
| 3     | Gerhard Weidner      | FRG  | 4:06:27.40000 |
| 3     | Horst-Rüdiger Magnor | FRG  | 4:06:27.40000 |
| 5     | John Warhurst        | GBR  | 4:12:36,80000 |
| 6     | Ray Middleton        | GBR  | 4:15:51,20000 |
| 7     | George Chaplin       | GBR  | 4:20:05,00000 |